# Leonor, Duquesa da Gotlândia
Leonor, Duquesa de Gotlândia (em sueco:  Leonore Lilian Maria Bernadotte; Nova Iorque, 20 de fevereiro de 2014) é a filha mais velha da princesa Madalena, Duquesa da Helsíngia e Gestrícia e de Christopher O'Neill, sendo neta do rei Carlos XVI Gustavo e portanto, membro da Casa de Bernadotte e a atualmente ocupa o 10º lugar na linha de sucessão ao trono sueco.
Em outubro de 2019, foi decidido e anunciado oficialmente que ela não teria deveres reais oficiais. Ela é legalmente e oficialmente uma cidadã com dupla-cidadania, na Suécia e nos Estados Unidos.

## Nascimento e batismo
A princesa Leonor (no original em sueco: Leonore Lilian Maria Bernadotte) nasceu no dia 20 de fevereiro de 2014 às 22h41 no Hospital Presbyterian Weill Cornell Medical Center, na cidade de Nova Iorque, Estados Unidos. O seu nascimento foi celebrado por uma salva de 21 tiros de canhão na ilha de Skeppsholmen, em frente ao Palácio Real de Estocolmo. Na ocasião, pesava 3,150 kg e media 50 centímetros. Após o nascimento, o seu pai se dirigiu aos jornalistas para uma conferência de imprensa. "É parecida com a mãe, que era tudo o que eu queria. É linda e está cheia de saúde. Tem os olhos escuros e o cabelo escuro e tem dez dedos nas mãos e nos pés", brincou. "Madalena é uma mulher muito forte e agora está descansando", acrescentou.

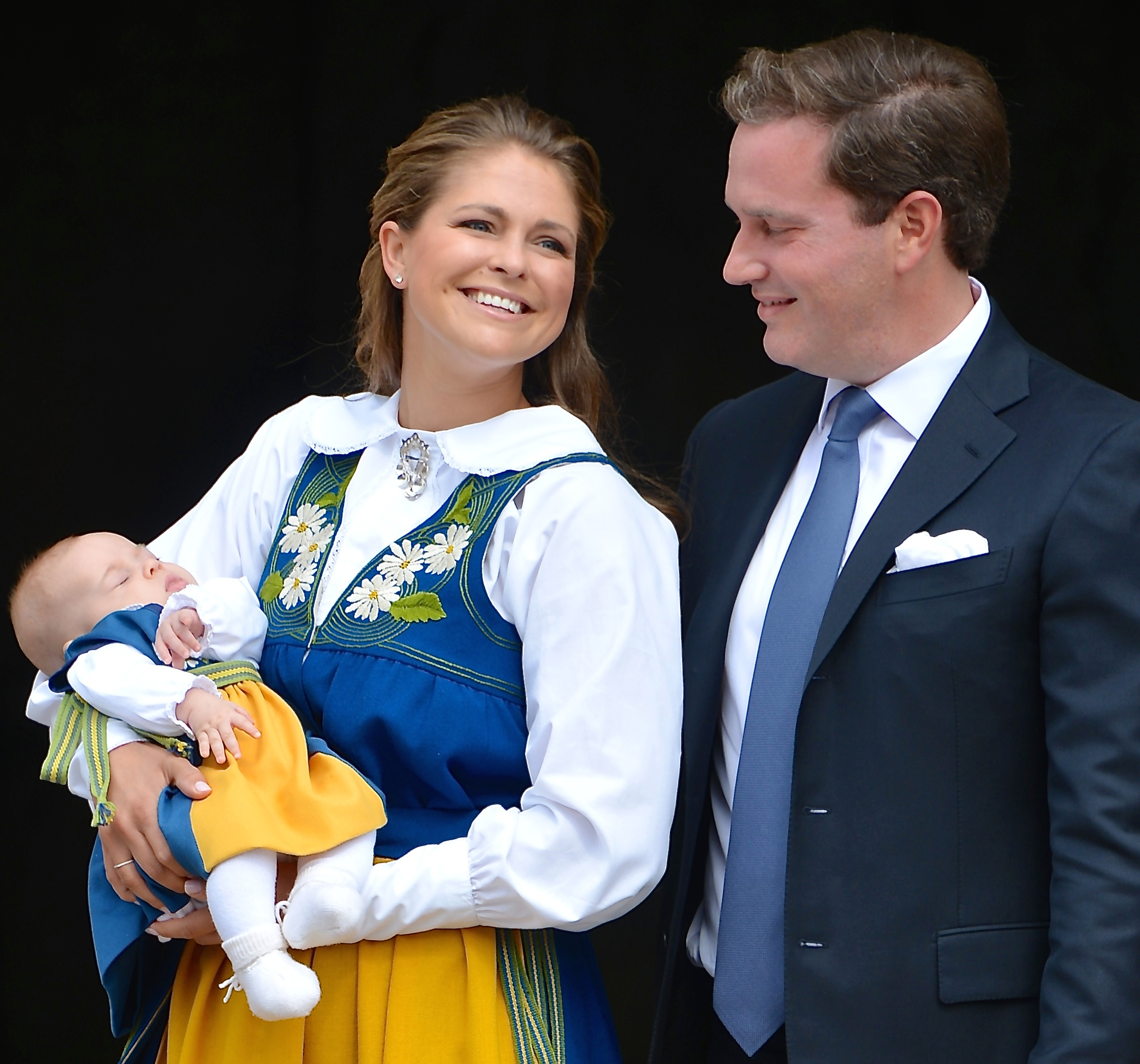
Leonor e seus pais em junho de 2014

Em 26 de fevereiro de 2014, o seu nome e títulos foram anunciados oficialmente por seu avô materno o rei Carlos XVI Gustavo durante uma reunião com o Conselho de Ministros Suecos, ao lado da sua tia materna: a princesa Victória, Princesa Herdeira da Suécia. Um serviço Te Deum foi realizado em sua homenagem na capela do Palácio Real de Estocolmo.
A escolha de Leonor como o primeiro nome de sua filha foi motivado por ter sido o nome preferido dos seus pais depois de terem sido pensados vários nomes. Dois outros membros das famílias reais da Europa também são assim chamados, apenas com grafias diferentes: a atual herdeira presuntiva a princesa Leonor, Princesa das Astúrias da Espanha (nascida em 2005) e princesa Eléonore da Bélgica (nascida em 2008). Este nome foi anteriormente usado pela família real sueca, mas pela forma de "Eleonor" (ou no sueco: "Eleonora"), com a rainha Ulrica Leonor da Suécia. O nome "Liliana" era o nome da princesa Liliana, Duquesa da Halândia (tia-avó de Madalena), e o nome "Maria" é o nome da sua avó paterna, a Eva Maria Walter.
Leonor foi batizada no dia 08 de junho de 2014 na capela do Palácio de Drottningholm, em Estocolmo, por Anders Wejryd, o Arcebispo da Suécia, em comunhão com Igreja da Suécia (o Luteranismo). A data foi escolhida de forma proposital por ser a data o primeiro aniversário de casamento de seus pais. Os seus padrinhos são: a princesa Vitória, Princesa Herdeira da Suécia (sua tia materna), a Tatjana d’Abo (sua tia paterna), o Patrick Sommerlath (seu primo materno de segundo grau), o conde Ernst Abensperg und Traun (seu tio paterno), a Louise Gottlieb (amiga íntima de sua mãe) e a Alice Bamford (amiga próxima de seu pai). Também do dia do seu batizado, ela recebeu oficialmente a medalha de membro oficial da Ordem Real do Serafim, do rei Carlos XVI Gustavo da Suécia.
Fora a cidadania sueca, a princesa Leonor também possui oficialmente e legalmente a cidadania estadunidense por meio de seu nascimento nos Estados Unidos e do seu pai Christopher O'Neill ser oficialmente um cidadão estadunidense-britânico; dessa forma Leonore detém a chamada dupla-cidadania, na Suécia e nos Estados Unidos que foi oficializada em março de 2017 pelo Palácio Real de Estocolmo. Na época do nascimento de Leonor em fevereiro de 2014, a sua mãe a princesa Madalena vivia nos Estados Unidos com um passaporte sueco diplomático. A lei dos Estados Unidos diz que os filhos de diplomatas nascidos em solo norte-americano "não estão sujeitos à jurisdição da lei dos Estados Unidos", o que cogitou que Leonor não obtivesse oficialmente a cidadania estadunidense, porém isso foi confirmada a sua dupla-cidadania.

## Relações familiares e mudanças de cidades
Mesmo antes de seu nascimento, foi anunciado oficialmente que qualquer futuro filho ou filha da princesa Madalena, Duquesa da Helsíngia e Gestrícia seria denominado pelo título de "Príncipe da Suécia" ou "Princesa da Suécia" com o tratamento de "Sua Alteza Real" e também entraria na linha de sucessão ao trono sueco. No entanto, para ser elegível para ascender e virar rainha reinante da Suécia, Leonore deve ser educada como um membro da Igreja da Suécia e residir na Suécia durante a sua educação.
Na época de seu nascimento, ela era a quinta na linha de sucessão ao trono sueco, porém caiu três posições, após os nascimentos dos seus primos: os príncipes Óscar, Duque da Escânia, o Alexandre, Duque de Sudermânia e o Gabriel, Duque de Dalarna. Até fevereiro de 2021, a princesa Leonor ocupa a oitava posição ao trono sueco.
Ela ficou os primeiros meses após o seu nascimento a sua família na Cidade de Nova Iorque nos Estados Unidos, cidade onde o casal vive desde o matrimônio na Suécia e também onde trabalham.
Em finais de 2014, parte da imprensa europeia começou a divulgar informações de que Madalena e O'Neill estariam interessados em se mudar para a Europa em "breve". No início de fevereiro de 2015, quando a Casa de Bernadotte confirmou oficialmente que Leonor e sua mãe já estariam registradas como residentes fixas e oficiais da Suécia.
Em maio de 2015, foi confirmado oficialmente pelo porta-voz do Palácio Real de Estocolmo, que a família da princesa Madalena, Duquesa da Helsíngia e Gestrícia tinha intenções de se mudar para a cidade de Londres na Inglaterra até do último trimestre de 2015, logo após alguns poucos meses do nascimento do segundo bebê da família, que viria a ser o príncipe Nicolau, Duque de Angermânia. No início de 2016, Leonor e a sua família se mudou para a cidade de Londres na Inglaterra. Em agosto de 2017, a família dela ainda vivia permanentemente em Londres, mas passava longos períodos na Suécia, e a foi anunciado oficialmente pelo Palácio Real de Estocolmo, que a princesa Leonore frequentaria a pré-escola particular, localizada em Östermalm na Suécia, com foco em idiomas. A escolha, partiu do casal, que desejava que Leonore se sentisse em casa na Suécia. 
Em 03 de agosto de 2018, após mais de três anos vivendo com a família na cidade de Londres, um comunicado do Palácio Real de Estocolmo confirmou oficialmente que Leonore ao lado da sua família iriam se mudar da capital inglesa, agora para fixar residência na Flórida nos Estados Unidos até o final de 2018, não revelaram qual cidade oficialmente a família se mudou, mas se cogitou muito West Palm Beach, local onde a mãe de Christopher O'Neill reside; e supostamente o casal escolheu alugar uma residência.
Em fevereiro de 2020, foi confirmado que a família comprou uma nova mansão de dois andares com quinze dormitórios e uma ampla piscina, localizada na área exclusiva de Pinecrest (na cidade de Miami); o valor do imóvel foi avaliado em quase US$ 3 milhões de dólares dos Estados Unidos líquidos. É provável que atualmente, Leonor frequente a escola primária na cidade de Miami, onde vive atualmente com a família.

## Deveres reais e aparições públicas
Como é tradição na família real da Suécia e como acontece com sua prima, a princesa Estela, Leonor é presença constante em eventos oficiais da Casa de Bernadotte, e por diversas vezes fotos da princesa são divulgadas na mídia. Sua mãe costuma também divulgar fotos em sua página oficial no Facebook e no instagram.

### Durante 2014
Em 06 de junho de 2014, a princesa Leonor participou pela primeira vez do evento do Palácio Aberto do Dia Nacional da Suécia, ao lado dos pais, vestindo uma versão miniatura de um típico traje sueco. Essa participação marcou também a sua primeira vez em solo sueco, ao lado da família.

### Durante 2015
Em 27 de abril de 2015, ela acompanhou os seus pais e avó materna a rainha consorte Silvia da Suécia quando eles se encontraram com o Papa Francisco na Cidade do Vaticano, na reunião que tinha como objetivo discutir o tráfico de pessoas.
Em 13 de junho de 2015, também esteve presente no casamento de seu tio, o príncipe Carlos Filipe, Duque da Varmlândia com Sofia Hellqvist, usando um vestido anteriormente usado por seu tataravô, o rei Gustavo VI Adolfo.
Em 11 de outubro de 2015, a Leonor esteve presente no batismo do seu primeiro irmão caçula, o príncipe Nicolau, Duque de Angermânia.
Em 20 de novembro de 2015, ela se juntou à mãe para a abertura do Mercado de Natal da Suécia em Londres.

### Durante 2016
Em 21 de fevereiro de 2016, Leonor realizou o seu primeiro compromisso oficial público reconhecido pela Casa Real de Bernadotte, acompanhando sua mãe em uma festa de chá para 12 crianças da instituição My Big Day Fundation, no Palácio Real de Estocolmo.
Em 27 de maio de 2016, Leonor participou do batizado do príncipe Óscar, Duque da Escânia, o seu primo em primeiro grau materno, que é o filho da sua tia e madrinha a princesa Victoria, Princesa Herdeira da Suécia.
Em 03 de junho de 2016, a Leonor fez uma visita ao ducado que lhe dá o título de duquesa, o ducado de Gotland, pela primeira vez, ao lado da mãe e do pai. Várias fotografias foram divulgadas durante a visita, que brincou pelo local campestre.
Em 09 de setembro de 2016, a Leonor esteve presente no batismo do príncipe Alexandre, Duque de Sudermânia, o seu primo em primeiro grau materno, filho do príncipe Carlos Filipe, Duque da Varmlândia, seu tio.

### Durante 2017
Em julho de 2017, ela compareceu às comemorações do 40º aniversário da tia materna e da madrinha, a princesa Victoria, Princesa Herdeira da Suécia na capital sueca.
No dia 01º de dezembro de 2017, Leonor esteve presente na cerimônia de batismo do seu primo materno o príncipe Gabriel, Duque de Dalarna.

### Durante 2018
Em 02 de junho de 2018, a princesa Leonor esteve presente ao lado da sua mãe e pai na cerimônia de casamento de sua madrinha a Louise "Lussan" Gottlieb com o Gustav Thott, que aconteceu na Igreja de Klara na Suécia.
Em 08 de junho de 2018, a Leonor também participou da cerimônia de batismo da sua segunda irmã caçula, a princesa Adriana, Duquesa de Blecíngia. Onde atraiu atenções dos fotógrafos pelo seu comportamento incomum, ao retirar os sapatos dos pés e ficar descalça no meio da cerimônia.

## Alterações na Casa Real Sueca
No dia 07 de outubro de 2019, "para estabelecer quais membros da Família Real atenderiam compromissos ligados à Chefia de Estado", o rei Carlos XVI Gustavo da Suécia anunciou oficialmente que ela perderia o seu tratamento de "Sua Alteza Real", que não atenderia compromissos oficiais no futuro e que não faria mais parte da Casa Real de Bernadotte, apenas da família real sueca. Porém foi confirmado oficialmente, que ela se mantém como uma Princesa da Suécia e a Duquesa da Gotlândia.

## Títulos, honras e brasão

### Títulos e estilos
- 20 de fevereiro de 2014 – 06 de outubro de 2019: Sua Alteza Real a Princesa Leonor da Suécia, Duquesa da Gotlândia [1]
- 06 de outubro de 2019 – presente: Princesa Leonor da Suécia, Duquesa da Gotlândia

### Honras
- Suécia: Membro da Ordem Real do Serafim[20]

### Brasões
| Brasão de Leonor | Monograma real de Leonor |